# Kamp Dorohucza
Kamp Dorohucza was gelegen in het woiwodschap Lublin, even ten oosten van het dorp Dorohucza. Het was een werkkamp van de nazi's. De SS bouwde dit werkkamp in het kader van Aktion Reinhard.

## Ligging en doel

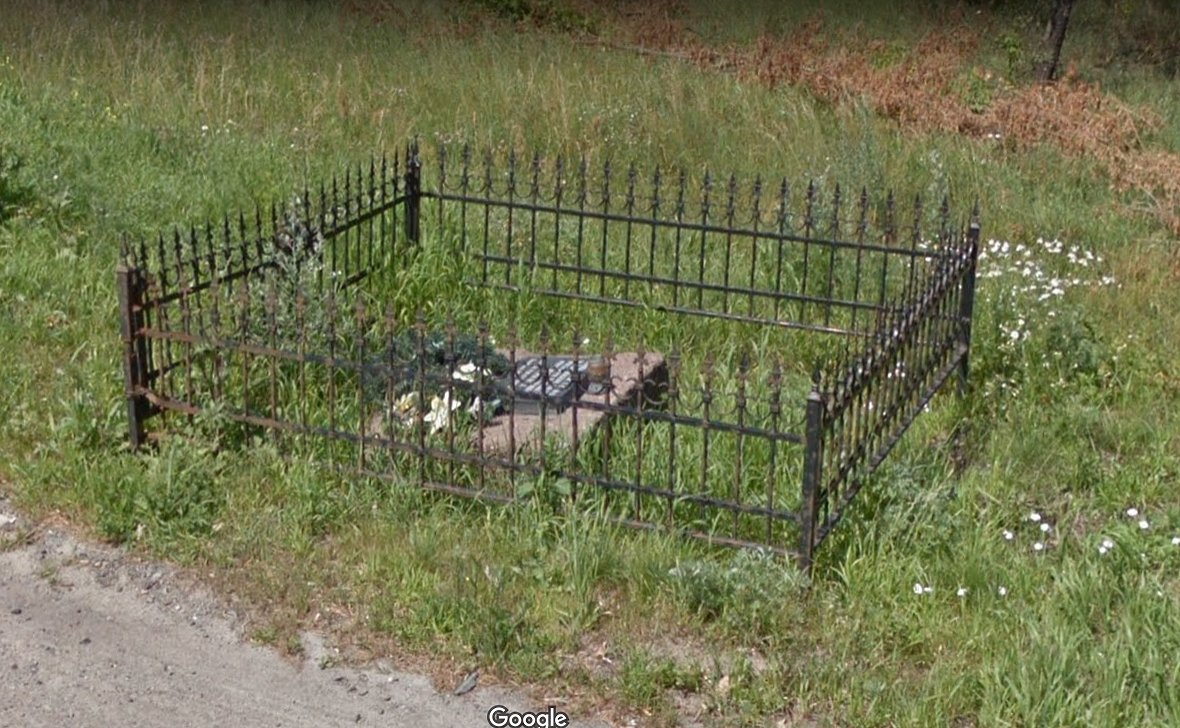
Oorlogsmonument nabij voormalig kamp Dorohucza (op de kruising van weg 12 met de 838).

Het kamp lag ten zuidwesten van kamp Sobibór en ten noordwesten van kamp Trawniki. In Sobibór werden veelal de arbeiders voor Dorohucza geselecteerd. Jules Schelvis was een van hen. Het kamp ressorteerde aanvankelijk onder het kamp Trawniki. Vanaf september 1943 was het een nevenkamp van kamp Majdanek. Het kamp bestond van 13 maart tot 3 november 1943 (begin aktion Erntefest). De arbeiders moesten turf steken in de omgeving van het kamp. Het was de bedoeling dat de veelal joodse arbeiders zich letterlijk dood zouden werken.
Aan weg 12 van Lublin naar Chełm bij de kruising met de 838 naar Trawniki is de infrastructuur van het kamp nog te herkennen. Verder zijn er geen resten. Aan de overkant van weg 12 staat een oorlogsmonument dat geen relatie heeft met het voormalige kamp.

## Inrichting terrein
Het kamp bestond uit drie ongeveer even grote barakken. Zij waren in een U-vorm rond de appelplaats gebouwd. Deze barakken kwamen uit het vernietigingskamp Treblinka. Het voor de gevangenen bedoelde terrein was omgeven met prikkeldraad. Buiten de omheining stond een barak voor de SS. Links en rechts daarvan stonden barakken voor de Trawniki. In een van die gebouwen was tevens de keuken gevestigd. Er was één wachttoren en een permanent bemand machinegeweer.

## Personele organisatie
SS-Hauptscharführer Gottfried Schwarz was de eerste commandant van kamp Dorohucza. Op 21 juni 1943 werd hij bevorderd tot SS-Untersturmführer. Heinrich Himmler deed dit vanwege de grote verdienste van Schwarz bij de uitvoer van Aktion Reinhard. De laatste commandant van Dorohucza was Fritz Tauscher. Onder leiding van Karl Diner namen de Trawniki de bewaking van de gevangenen voor hun rekening. De Kapo's waren van Poolse en Nederlandse afkomst.

## Leefomstandigheden

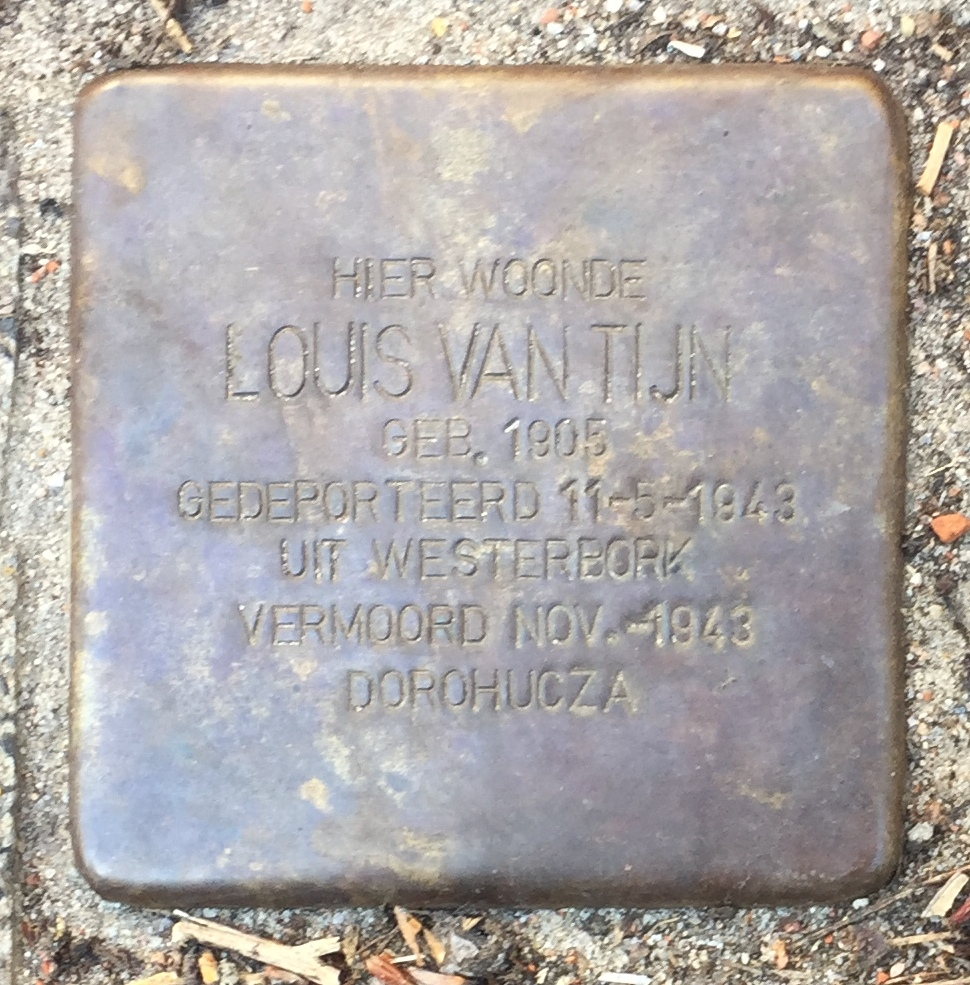
Stolperstein in Leiden voor Louis van Tijn, in nov. 1943 vermoord in Dorohucza

De levensomstandigheden in kamp Dorohucza waren erbarmelijk. De gemiddelde levensverwachting was dan ook slechts enkele weken. Tweemaal daags kregen de gevangenen een zwarte vloeistof die koffie werd genoemd. Drinkwater kregen zij niet. Verder was er dunne soep van zuurkool en transparant hondenvlees. Men kon zich wassen in de beek.

## Inwonertal en overlevenden
Waarschijnlijk hebben 700 Nederlandse joden in kamp Dorohucza moeten verblijven. Daarnaast verbleven er honderden Poolse joden uit het getto van Warschau. Daar er weinig werd geregistreerd, zijn juiste getallen moeilijk te reproduceren. Aktion Erntefest maakte een einde aan het bestaan van kamp en inwoners. Slechts 16 Nederlandse joden, onder wie drie mannen, hebben het kamp overleefd.